# Замілон
Заміло́н (англ. Mimivirus-dependent virus Zamilon, раніше Zamilon virophage) — вірофаг-сателіт, що вражає амебу Acanthamoeba polyphaga. Було виділено 2013 року в Тунісі зі зразка ґрунту разом з гігантським вірусом Mont1. Слово «замілон» в перекладі з ар. — «сусід». 2015 року в Північній Америці було описано близький до Замілону вірофаг, який отримав назву «Замілон 2».

## Таксономія
Міжнародний комітет з таксономії вірусів (ICTV) виділяє цей вірус в окремий вид роду Sputnikvirus родини Lavidaviridae.

## Структура і геном
Замілон є сферичною частинкою діаметром 50–60 нм і зовні схожий на інші вірофаги, а саме Супутник і мавірус. Геном Замілона — це кільцева молекула ДНК довжиною 17 276 пар основ (п. о.) з низьким GC-вмістом (29,7%), містить 20 відкритих рамок зчитування (ORF) довжиною від 222 до 2337 п. о. Геном Замілона значно відрізняється від генома Супутника: мають тотожні 76% нуклеотидів при покритті генома Супутника на 75%. Проте, 17 ORF Замілона гомологічні генам Супутника, дві ORF гомологічні генам Megavirus chiliensis, і одна ORF гомологічна гену Moumouvirus monve. Серед передбачених білків Замілона вдалося ідентифікувати транспозазу, хеліказу, інтегразу, цистеїнову протеазу, ДНК-праймазу-полімеразу, а також АТФази, що упаковують ДНК к віріони, мажорні та малі білки капсида, структурний білок і колаген-подібний білок. Продукт шостий ORF дуже схожий на мажорний білок капсида Супутника, який містить своєрідний структурний мотив «jelly-roll fold».

## Життєвий цикл

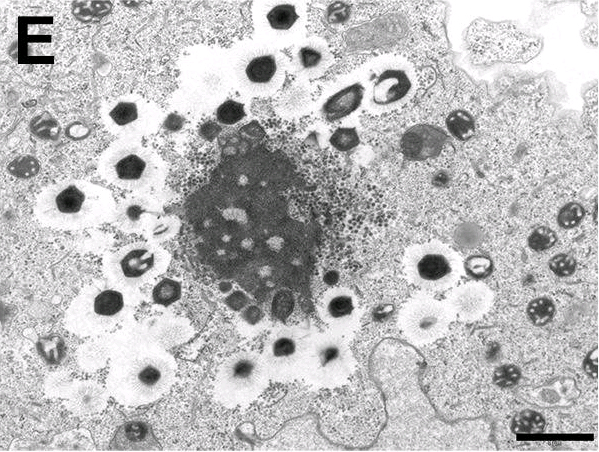
Електронна мікросвітлина вірусної фабрики в клітці амеби, одночасно зараженої Замілоном і вірусом Mont1. Мірило — 0,1 мкм

Як і в інших вірофагів, реплікація геному Замілона протікає в цитоплазмі клітини-господаря, точніше, у вірусній фабриці вірусу-господаря. Спочатку Замілон було виділено разом зі штамом Mont1, що входить до родини Mimiviridae. Згодом було показано, що вірусами-господарями для Замілона можуть виступати штами Moumouvirus, Monve, Terra1 і Courdo11, що також входять у родину Mimiviridae, але не мамавірус и мімівірус. У цьому відношенні Замілон відрізняється від Супутника, вірусом-господарем якого може виступати будь-який член родини Mimiviridae.
Мабуть, Замілон не вчинює сильну гнітючу дію на розмноження вірусу-господаря і його здатність викликати лізис клітин амеб-господарів. Хоча в присутності Замілона у вірусу-господаря спостерігається висока частка дефектних віріонів, подібне часто спостерігається і під час відсутності вірофагу. Цим Замілон також відрізняється від Супутника, який знижує інфективність вірусу-господаря і пригнічує лізис заражених клітин.

## MIMIVIRE
2016 року з'явилося повідомлення про виявлення у мімівірусу групи А механізму, відповідального за стійкість до вірофагу Замілон. Ключовим складником цього механізму є генетична система MIMIvirus VIrophage Resistant Element (MIMIVIRE), що містить кілька вставок, відповідних послідовностей з генома Замілона. Було висловлено припущення, що система на основі MIMIVIRE працює подібно системам CRISPR/Cas, що забезпечує захист від вірусів у бактерій та архей: зі вставок в геномі мімівірусів синтезуються РНК, які комплементарно зв'язуються з геномами вірофагу, приводячи до їхнього знищення. На користь цього висновку говорять дані досліджень з відключення MIMIVIRE. Однак у цієї гіпотези існує ряд проблем. Неясно, наприклад, яким чином система MIMIVIRE відрізняє вставки з генома вірофагу в геном мімівірусу від таких же послідовностей в геномі вірофагу і уникає руйнування генома самого мімівірусу. Запропоновано альтернативний механізм роботи MIMIVIRE, в основі якого лежать не комплементарні взаємодії нуклеїнових кислот, а білок-білкові взаємодії.